# Philippe Adamov
Philippe Adamov (27 juni 1956 – 3 februari 2020) was een Franse striptekenaar.

## Biografie
Adamov groeide op met strips van Hal Foster en Jijé. Hij ging korte tijd naar de kunstacademie École Estienne, en vond werk als tekenaar in de studio René Laloux, waar hij als assistent ervaring opdeed met striptekenen. Als illustrator werkte hij mee aan diverse sciencefiction-romans onder meer aan Ulysses 31 en werkte hij voor de uitgevers Hachette en Robert Laffont. Hij werkte ook aan de realisatie van verschillende tekenfilms. In 1983 werden zijn eerste strip (Seule au monde op scenario van Xavier Seguin) gepubliceerd in het tijdschrift  Okapi. Adamov was aanwezig op de stripdagen in Den Bosch van 2000 om te signeren.
Henri Filippini bracht Adamov in contact met Patrick Cothias, waarmee hij de stripreeks De wind der goden en De waters van Dodemaan opzette. Met deze series werd Adamov professioneel striptekenaar. Zelfstandig lanceerde hij in 1993 de trilogie Dayak, eveneens gesitueerd in een sciencefiction-universum. Daarna volgden nog de serie De rode keizerin met Jean Dufaux als scenarist. In 2004 werkte hij aan een serie La malédiction de Zener, samen met Jean-Christophe Grangé, die in het Nederlandse taalgebied niet is uitgegeven. Vervolgens verschenen er in 2012 en 2016 nog twee albums van Dakota op scenario van Dufaux.
Adamov werkte het liefst samen met een scenarist. Dat vond hij prettiger werken, omdat hij zich dan helemaal op het tekenen kon richten. Zelf schrijven ging hem moeizaam af. De totstandkoming van de drie delen van Dayak was een hele bevalling.

## Stripreeksen
- De wind der goden, 1985-1992
- De waters van Dodemaan, 1986-2000
- Dayak, 1993-1997
- De rode keizerin, 1999-2003
- Dakota, 2012-2016

- Biblioteca Nacional de España: XX934673
- Bibliothèque nationale de France: cb118880875 (data)
- Gemeinsame Normdatei: 1032644133
- International Standard Name Identifier: 0000 0001 2021 0054
- Library of Congress Control Number: nb2005014068
- Nationale Bibliotheek van Tsjechië: xx0173824
- Nationale Bibliotheek van Israël: 987007419002805171
- Nederlandse Thesaurus van Auteursnamen: 07214372X
- Système universitaire de documentation: 02667758X
- Virtual International Authority File: 12303838